# Willy Zeyn senior
Willy Zeyn (* 30. Juni 1876 als Wilhelm Zeyn in Wandsbek; † 9. August 1946 in München) war ein deutscher Filmregisseur und Drehbuchautor.

## Leben
Er besuchte die Realschule und eine Handelsschule, anschließend ließ er sich bis 1895 in Hamburg zum Schauspieler ausbilden. Dann spielte er auf verschiedenen Bühnen im In- und Ausland und gehörte mehreren Varietétruppen an.
1910 kehrte er nach Deutschland zurück, wo er von Paul von Woringen als Filmregisseur entdeckt und gefördert wurde. Er arbeitete in Berlin für die Deutsche Mutoscop- und Biograph GmbH und inszenierte zahlreiche kurze Stummfilme im Stil der Anfangszeit des Kinos.
Zeyn beteiligte sich maßgeblich am Ausbau Berliner Filmstudios zu großflächigen Arealen. Bereits Mitte der 20er-Jahre war seine Zeit als Filmregisseur beendet und er zog sich nach München zurück. Dort wurde er nach seinem Tod auf dem Waldfriedhof bestattet. Sein Sohn ist der Filmeditor und Filmproduzent Willy Zeyn junior.

## Filmografie
| - 1911: Die falsche Banknote - 1911: Ein guter Einfall - 1912: Aus dem Scheunenviertel - 1912: Um fremde Schuld - 1912: Der Brief - 1913: Die Jagd nach der Hundertpfundnote oder Die Reise um die Welt - 1913: Verirrt vom Wege - 1913: Der schwarze Diamant - 1913: Das Geheimnis von Chateau Richmond - 1913: Sacco, der Hungerkünstler - 1914: Sturmzeichen – Ein Kriegsfilm (auch Drehbuch) - 1914: Drei Zeichen am Kreuzweg - 1914: Nelly - 1914: Die Schleuse - 1914: Der Traum einer Christnacht - 1915: Kaliber fünf Komma zwei - 1915: Der falsche Schein - 1915: Das dunkle Schloß - 1915: Arme Marie (Regiebeteiligung unsicher) - 1915: Vaterliebe - 1917: Der Schatz im Berge (auch Drehbuch) | - 1917: Ihr Sohn - 1918: Die Tochter des Rajah (auch Drehbuch) - 1918: Die Stunde der Vergeltung (auch Drehbuch) - 1918: Nach zwanzig Jahren - 1918: Die lachende Maske - 1918: Der Prozeß Hauers - 1919: Der Kampf um die Ehe (2 Teile) - 1919: Das Geheimnis von Schloß Holloway - 1920: Die Morphinistin - 1920: Kaliber fünf Komma zwei (auch Drehbuch) - 1920: Der Hund von Baskerville (mehrere Teile) - 1920: Gentlemen-Gauner - 1920: Die Spieler - 1920: Der Kammersänger - 1921: Der Passagier von Nr. 7 - 1921: Das neue Paradies - 1921: Das Haus in der Weichselgasse - 1921: Die Diktatur des Lebens - 1921: Der Tanz um Liebe und Glück (auch Drehbuch) - 1922: Im Glutrausch der Sinne - 1924: Aus eigener Kraft |